# Kris Hopkins
Kristan Frederick Hopkins (né le 8 juin 1963) est un homme politique Britannique du parti Conservateur, qui est député de Keighley dans le Yorkshire de l'Ouest. Élu en 2010, il est Vice-Chambellan de la maison, puis whip. Auparavant, il est Sous-Secrétaire d'État pour le Ministère des Communautés et du Gouvernement Local. Il perd son siège lors des élections générales de 2017.

## Militaire de carrière
Hopkins sert au Kenya, en Irlande du Nord et en Allemagne en tant que soldat dans le régiment "Duc de Wellington",.
En quittant l'armée, il obtient un baccalauréat en communication et études culturelles à l'Université de Leeds, avant d'étudier la Sociologie des médias, la communication et les médias numériques. Il étudie au Trinity Collège de All Saints à Horsforth, Leeds.

## Carrière politique
Hopkins est candidat à deux reprises, avant d'être élu. Il est battu en 2005 pour le siège de Halifax, ainsi que dans Yorkshire de l'Ouest et la circonscription de Leeds Ouest en 2001.
Avant son élection au Parlement, Hopkins est membre du conseil de Bradford en 1998, devenant adjoint du chef du conseil en 2004 et chef de file en 2006.
En octobre 2013, il est nommé Ministre du Logement. Sa collègue Nadine Dorries critique la promotion de Hopkins pour un poste de ministre junior, le décrivant sur Twitter comme une personne méchante. Thérèse Coffey défend Hopkins, le décrivant comme "authentique et courageux".
En juillet 2014, Hopkins devient ministre des collectivités locales et des services sociaux.
Après les élections générales de mai 2015, Hopkins est nommé Vice-Chambellan de la maison. Il est battu à l'élection générale du 8 juin 2017.